# Cleco Electric Industries
Cleco Electric Industries Ltd. war ein britischer Hersteller von Automobilen.

## Unternehmensgeschichte
Das Unternehmen aus Leicester begann 1936 mit der Produktion von Nutzfahrzeugen. Daneben entstanden zwischen 1936 und 1940 sechs Pkw. Der Markenname lautete Cleco. 1957 endete die Produktion.

## Fahrzeuge
Das Unternehmen stellte Elektroautos her. Das einzige Pkw-Modell war eine Limousine, ähnlich dem VW Käfer. Der Radstand betrug 1981 mm. Die Reichweite ist je nach Quelle mit 88 km (bei einer Geschwindigkeit von 23 km) oder mit 120 km angegeben. Der Neupreis betrug 375 Pfund. Dies war der dreifache Preis eines vergleichbaren Benzinautos wie dem Morris Eight.